# Butler, Quận Waukesha, Wisconsin
Butler là một làng thuộc quận Waukesha, tiểu bang Wisconsin, Hoa Kỳ. Năm 2006, dân số của làng này là 1881 người.